# Google ソースコード検索
Google ソースコード検索（英: Google Code Search）は、Googleによるインターネット上にあるオープンソースコードを検索するためのベータ製品でGoogle Labsから誕生したものである。2006年10月5日に公開、2012年1月15日にコード検索APIと共に正式終了したが、同年11月時点でサイトは現存している。
機能には演算子を使って検索するのがあり、対応する演算子にはlang:、package:、license:、file:があった。
検索可能なコードはtar.gz、.tar、.bz2、.tar、.zip、CVS、Subversion、git、mercurial repositoriesといった数種類の形式に対応していた。

## 正規表現
このサイトはクエリでの正規表現の使用が可能だった。これはgrepと酷似しているが世界中で公開されているコードである。この手法はtrigramインデックスとカスタムビルドされたDoS攻撃耐性正規表現エンジンを組み合わせていた。
Googleソースコード検索はPOSIXという拡張正規表現構文、後方参照除外、照合要素、照合クラスに対応していた。

## 対応言語
公式対応言語の一覧は常に変化していた。2010年12月31日時点の一覧は以下の通り:
| - ActionScript - Ada - AppleScript - ASP - Assembly - Autoconf - Automake - Awk - Basic/Visual Basic - バッチファイル - C - C++ - C# - Caja | - COBOL - ColdFusion - Configure script - CSS - D - Eiffel - Erlang - Fortran - Go - Haskell - Inform - Java - JavaScript - JSP - Lex | - Limbo - Lisp - LolCode - Lua - m4 - Makefile - Maple - Mathematica - Matlab - Message catalog - Modula-2 - Modula-3 - Objective-C - OCaml - Pascal/Delphi | - Perl - PHP - Plain Old Documentation - Prolog - Protocol Buffers - Python - R - REBOL - Ruby - SAS script - Scheme - Scilab - Shell - SGML - Smalltalk | - SQL - Standard ML - SVG - Tcl - TeX/LaTeX - Texinfo - Troff - Verilog - VHDL - Vim script - XSLT - XUL - Yacc |

公式に対応していない言語の場合、言語用の一般的なファイル拡張子と一致させるためにfile:という識別子を使って検索する。